# Federazione cestistica della Repubblica Serba di Bosnia ed Erzegovina
La Federazione cestistica della Repubblica Serba di Bosnia ed Erzegovina (KSRS) è l'organo di governo della pallacanestro nel territorio della Repubblica Serba di Bosnia ed Erzegovina. È una delle tre associazioni cestistiche regionali che operano all'interno della Federazione cestistica della Bosnia ed Erzegovina.
La Federazione organizza competizioni per club, gestisce le società cestistiche e promuove lo sviluppo del basket nella regione. Collabora con il Ministero della Famiglia, della Gioventù e dello Sport della Repubblica Serba di Bosnia ed Erzegovina ed è membro a pieno titolo dell'Associazione sportiva della Repubblica Srpska. Inoltre, mantiene rapporti di cooperazione con la Federazione cestistica della Serbia.
La Prima Lega della Repubblica Serba rappresenta il massimo livello di competizione per club nella regione ed è organizzata sotto l'egida del KSRS. In termini di livello competitivo, è considerata la seconda competizione di pallacanestro in Bosnia ed Erzegovina, dopo il Campionato nazionale.

## Competizioni
La Federazione cestistica della Repubblica Serba organizza le seguenti competizioni:
- Coppa della Repubblica Serba
- Meridianbet Prima Lega maschile della Repubblica Serba
- Meridianbet Prima Lega femminile della Repubblica Serba
- Seconda Lega maschile della Repubblica Serba - Ovest
- Seconda Lega maschile della Repubblica Serba - Centro
- Seconda Lega maschile della Repubblica Serba - Est
- Mini Lega
- Leghe distrettuali
- Categorie giovanili (juniores, cadetti, allievi, mini-allievi)[6]

## Organizzazione
La Federazione cestistica della Repubblica Serba è organizzata in quattro associazioni regionali:
- Banja Luka
- Bijeljina
- Doboj
- Romania/Erzegovina